# Liste der Biografien/Barta
Liste der Biografien |
Portal Biografien |
Personensuche
# |
A |
B |
C |
D |
E |
F |
G |
H |
I |
J |
K |
L |
M |
N |
O |
P |
Q |
R |
S |
T |
U |
V |
W |
X |
Y |
Z |
?
 
Ba |
Be |
Bd |
Bg |
Bh |
Bi |
Bj |
Bl |
Bm |
Bn |
Bo |
Br |
Bs |
Bu |
Bw |
By |
Bz
 
Baa |
Bab |
Bac |
Bad |
Bae |
Baf |
Bag |
Bah |
Bai |
Baj |
Bak |
Bal |
Bam |
Ban |
Bao |
Bap |
Baq |
Bar |
Bas |
Bat |
Bau |
Bav |
Baw |
Bax–Baz
 
Bara |
Barb |
Barc |
Bard |
Bare |
Barf |
Barg |
Barh |
Bari |
Barj |
Bark |
Barl |
Barm |
Barn |
Baro |
Barp |
Barq |
Barr |
Bars |
Bart |
Baru |
Barv |
Barw |
Bary |
Barz
 
Barta |
Bartb |
Bartc |
Bartd |
Barte |
Bartf |
Barth |
Barti |
Bartk |
Bartl |
Bartm |
Bartn |
Barto |
Bartr |
Barts |
Bartt |
Bartu |
Bartv |
Barty |
Bartz
Die Liste der Biografien führt alle Personen auf, die in der deutschsprachigen Wikipedia einen Artikel haben. Dieses ist eine Teilliste mit 48 Einträgen von Personen, deren Namen mit den Buchstaben „Barta“ beginnt.

## Barta
- Barta, Alexander (* 1983), deutscher Eishockeyspieler und -trainer
- Barta, Bernhard (* 1974), österreichischer Autor und Journalist
- Barta, Björn (* 1980), deutscher Eishockeyspieler
- Bárta, Dan (* 1969), tschechischer Sänger und Fotograf
- Barta, Franz (* 1902), österreichischer Boxer
- Barta, Heinz (* 1944), österreichischer Rechtswissenschaftler
- Barta, Imrich (1925–1999), slowakischer Maler und Architekt griechischer Abstammung
- Barta, István (1895–1948), ungarischer Wasserballspieler
- Bárta, Jan (* 1984), tschechischer Radrennfahrer
- Barta, Jan (* 1985), deutscher EishockeyspielerJan Barta (* 1985)

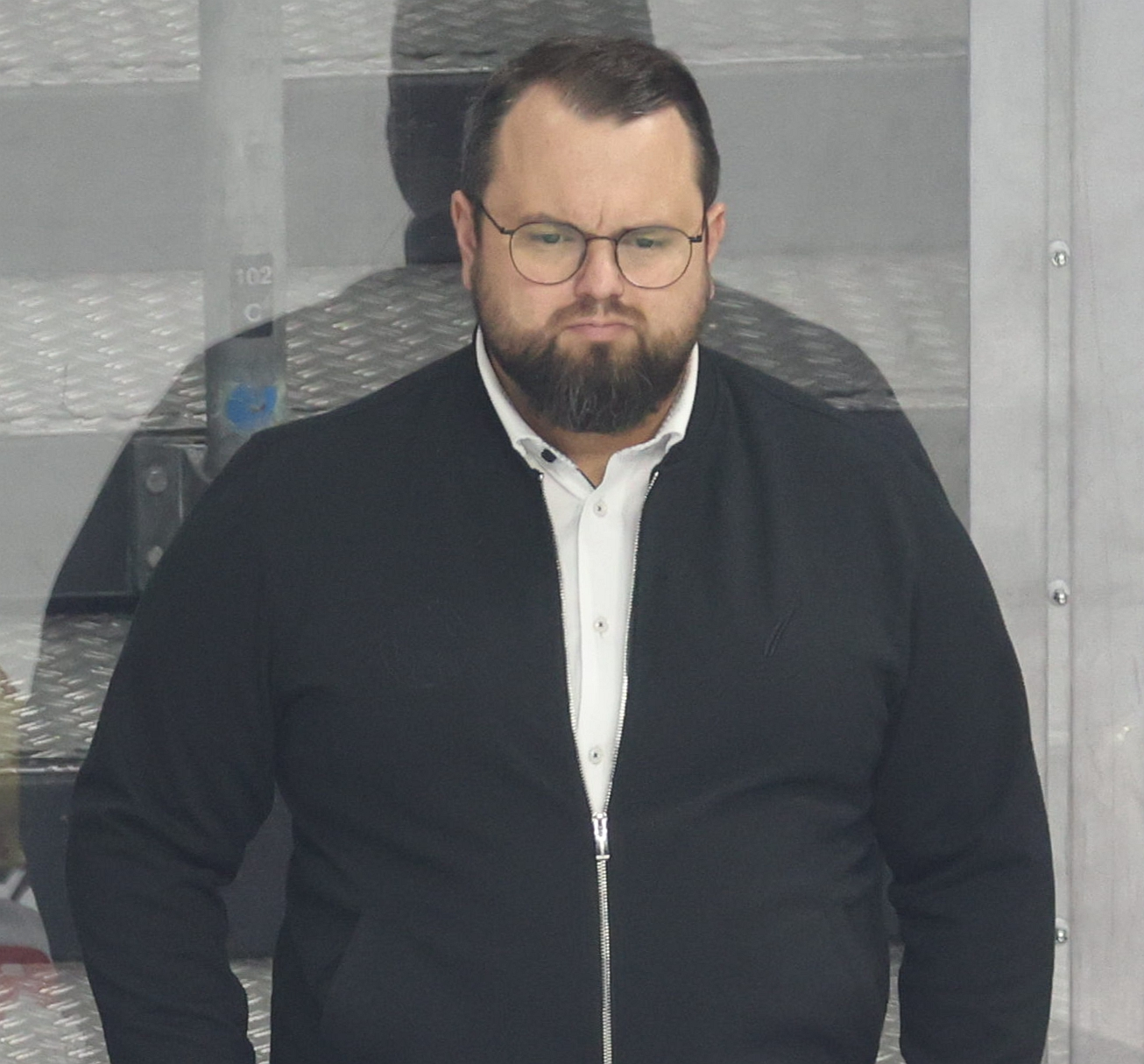
Jan Barta (* 1985)

- Bárta, Josef (1744–1787), böhmischer Komponist
- Barta, Kristina (* 1987), tschechische Jazzmusikerin (Piano, Komposition)
- Barta, Lajos (1899–1986), ungarischer Bildhauer
- Bárta, Lubor (1928–1972), tschechischer Komponist
- Bárta, Marek (* 1992), tschechischer Diskuswerfer
- Barta, Martina (* 1988), tschechische Jazz-Sängerin
- Barta, Max (1900–1990), sudetendeutscher Gebrauchsgrafiker, Zeichner und Maler
- Barta, Nóra (* 1984), ungarische Wasserspringerin
- Barta, Robert (* 1975), tschechischer Objekt- und Installationskünstler
- Bárta, Šimon (1864–1940), tschechischer Geistlicher, Bischof von Budweis
- Barta, Stefan (* 1963), deutscher Sachbuchautor
- Bárta, Václav Noid (* 1980), tschechischer Sänger, Komponist und Schauspieler
- Bárta, Vít (* 1973), tschechischer Politiker, Mitglied des Abgeordnetenhauses und Geschäftsmann
- Barta, Will (* 1996), US-amerikanischer Radrennfahrer
- Barta, Winfried (1928–1992), deutscher Ägyptologe
- Barta-Mikl, Emma (1908–1993), österreichische Autorin

### Bartak
- Barták, Bedřich (1924–1991), tschechoslowakischer Künstler, Maler, Grafiker, Bühnenbildner, Restaurator
- Barták, Martin (* 1967), tschechischer Politiker
- Bartáková, Pavla (1929–2007), tschechoslowakische Handballspielerin

### Bartal
- Bartal, György (1820–1875), ungarischer Politiker und Minister für Ackerbau, Industrie und Handel
- Bartal, Ido (* 1984), israelischer Schauspieler
- Bartal, Isabel (* 1964), Schweizer Politikerin (SP)
- Bartali, Gino (1914–2000), italienischer RadrennfahrerGino Bartali (1914–2000)

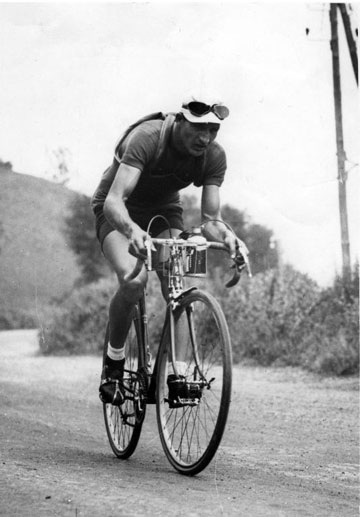
Gino Bartali (1914–2000)

- Bartalini, Marcello (* 1962), italienischer Radsportler, Olympiasieger im Radsport
- Bartalis, István (* 1990), ungarischer Eishockeyspieler
- Bartalos, Béla (* 1948), ungarischer Handballspieler, -trainer und -funktionär
- Bartalos, Mária (* 1994), slowakische Schauspielerin
- Bartalský, Peter (* 1978), slowakischer Fußballspieler

### Bartan
- Bartana, Yael (* 1970), israelische Multimedia-Künstlerin
- Bartánus, Marek (* 1987), slowakischer Eishockeyspieler

### Bartar
- Bartare, nubische Königin

### Bartas
- Bartas, Šarūnas (* 1964), litauischer Filmregisseur
- Bartaschewitsch, Konstantin Michailowitsch (1899–1975), sowjetischer Schauspieler
- Bartaševičienė, Ingrida (* 1976), litauische Handballspielerin
- Bartaševičiūtė, Rugilė (* 2001), deutsche Handballspielerin
- Bartashevich, Yaroslava (* 2005), russische Tennisspielerin

### Bartat
- Bartatua, Skythenkönig

### Bartay
- Bartay, András (1799–1854), ungarischer Komponist